# Barieh (Mutiara Timur)
Barieh is een bestuurslaag in het regentschap Pidie van de provincie Atjeh, Indonesië. Barieh telt 425 inwoners (volkstelling 2010).